# Johann Karl Mare
Johann Karl Mare, eigentlich Jean-Charles Maré, (* 21. Dezember 1772 bzw. 17. Dezember 1773 in Berlin; † 15. August 1835 ebenda) war ein deutscher Kartenstecher und Verleger.

## Leben und Werk
Jean-Charles Maré war das jüngste Kind des hugenottischen Siebtuchmachers Jean-Antoine Maré († 1799) und dessen zweiter Ehefrau Anne Morel bzw. Maurel. Seinen französischen Namen deutschte er um 1809 ein.
In den 1790er Jahren wurde Maré unter anderem von Daniel Berger an der Preußischen Akademie der Künste in Berlin zum Kupferstecher ausgebildet. Sein ältestes erhaltenes Werk stammt von 1793. Später erhielt er Unterricht im Kartenstechen bei Karl Jäck. 1804 wurde Maré durch seinen großformatigen, aus vier Blättern bestehenden Stadtplan von Berlin bekannt, der in den folgenden zwei Jahrzehnten zahlreiche Neuauflagen erfuhr. Mit Jäck und anderen arbeitete er anschließend an verschiedenen Kartierungsprojekten, beispielsweise in Ostpreußen. 
Zur Zeit der französischen Besetzung großer Teile Deutschlands und im Vorfeld von Napoleons Russlandfeldzug 1812 verhinderte Mare, dass den Franzosen kriegswichtige preußische Landkarten in die Hände fielen, wofür ihm der Rote Adlerorden 3. Klasse verliehen wurde. Am 30. März 1812 wurde er zum „Professor der geographischen Künste“ ernannt; von 1812 bis zu seinem Tode war er auch Mitglied der Preußischen Akademie der Künste, Sektion für die Bildenden Künste. 1825 veröffentlichte er eine Karte von Deutschland.
Am 4. August 1835 geriet der als Royalist bekannte Mare – einige seiner Karten hatte er Monarchen wie beispielsweise  Karl X. von Frankreich gewidmet – unverhofft in einen Volksaufruhr, in dessen Verlauf er eine schwere Kopfverletzung erlitt, an deren Folgen er elf Tage später starb. Von seinen sieben Kindern aus der am 14. Januar 1803 geschlossenen zweiten Ehe mit Henriette Karoline Antoinette, geb. Bimbé (1784–1867) übernahm sein zweiter Sohn Karl Eduard Louis Mare (1805–1841) das Geschäft.
Mare war Freimaurer und gehörte einer der drei altpreußischen Großlogen in Berlin an.